# Dumt og Farligt
Dumt og farligt (2012 - 2013) var et tv program som blev sendt på TV 2 Zulu. Jan Elhøj og Lasse Spang Olsen var værter i programmet, der på rekordtid blev kendt langt ud over Danmarks grænser. Lasse Spang Olsen og Jan Elhøj var sat til at teste alt det som brugsanvisningen siger, at du ikke må, ting som man absolut ikke skal prøve derhjemme, og stedet for de ofte livsfarlige forsøg var et hus, som de to havde fået frie hænder til at ødelægge.
Serien var baseret på norske Ikke gjør dette hjemme.
Dumt & Farligt viste forsøg som:
- Kan man grille en pattegris med et strygejern?
- Kan man piske flødeskum i en swimmingpool med en påhængsmotor?
- Hvis rødvinen er for kold, kan man så ikke bare smide den i mikrobølgeovnen? [4]

Programmet Dumt & Farligt blev produceret for TV2 Zulu af produktionsselskabet Strix.
Første sæson af Dumt & Farligt udkom på DVD den 19. november 2012.